# Muurschildering Johan Cruijff
De Muurschildering Johan Cruijff is een muurschildering in Amsterdam-Watergraafsmeer.
Het portret van Johan Cruijff is in 2017 aangebracht op de zijgevel van een woonflat, die aan de Anfieldroad staat, haaks op de Wembleylaan. Die straten werden aangelegd op de terreinen van het voormalige AFC Ajax-stadion Stadion De Meer. De straten in de wijk kregen namen van voetbalstadions waar de voetbalclub had gespeeld in hun succesjaren begin jaren zeventig; bruggen kregen een vernoeming naar de spelers van dat elftal.  De blinde muur aan de Wembleylaan is geheel bekleed met baksteen. De desbetreffende flat kijkt westwaarts uit over Betondorp, geboortegrond van de voetballer.
De Braziliaanse straat-kunstenaar Paulo Consentino, die ook elders in de wereld muurschilderingen gerelateerd aan de voetbalsport aanbracht, zag een wens in vervulling gaan om Johan Cruijff vast te leggen. De schildering die de kunstenaar met behulp van jongeren uit de buurt in elf dagen maakte werd gesponsord door Legacy of John Cruyff, Johan Cruyff Foundation en Akzo Nobel. 
Op 9 mei 2017, 14 over zes, werd de schildering onthuld door Danny Cruijff, de weduwe van Johan Cruijff, en toenmalig burgemeester van Amsterdam Eberhard van der Laan. De onthulling werd aan elkaar gepraat door voetbalenthousiast en buurtbewoner Peter Heerschop in aanwezigheid van Sjaak Swart en Wim Suurbier, collegae van Johan Cruijff.